# 4158 Santini
4158 Santini este un asteroid din centura principală, descoperit pe 28 ianuarie 1989 de Oss. San Vittore.